# Fundusz Feministyczny (FemFund)
Fundusz Feministyczny (znany również jako FemFund) – polska organizacja filantropijna, działająca od 2018 roku, której celem jest wspieranie ruchów feministycznych oraz inicjatyw realizowanych przez kobiety, osoby queer, transpłciowe i niebinarne. Fundusz powstał jako odpowiedź na ograniczanie praw kobiet i grup marginalizowanych w Polsce oraz z potrzeby stworzenia trwałych, niezależnych mechanizmów wsparcia dla działań feministycznych.

## Historia
Pomysł i inicjatywa na stworzenie Funduszu Feministycznego wyszły od Magdy Pocheć, która wraz z Justyną Frydrych i Martą Rawłuszko zbudowały i zainaugurowały organizację w styczniu 2018 roku. Impulsem do jego utworzenia były masowe protesty kobiet w Polsce, które rozpoczęły się w 2016 roku w odpowiedzi na próby zaostrzenia prawa aborcyjnego. Fundusz powstał z inicjatywy oddolnej i od początku działał na zasadach partnerskich, z myślą o wspieraniu lokalnych, niezależnych działań feministycznych w Polsce. Na etapie powoływania Fundacji powstała Rada Konsultacyjna, w skład której wchodzili Sylwia Spurek, Krzysztof Śmiszek, Sylwia Chutnik, Małgorzata Fuszara, Magdalena Grabowska, Katarzyna Rakowska, Katarzyna Staszewska, Maria Świetlik, Kinga Lohmann, oraz Natalia Broniarczyk. Rada konsultowała założenia organizacji i programu grantowego, a do 2023 roku wspólnie z zespołem wybierała MiniGranty strategiczne.
W odróżnieniu od wcześniejszych modeli finansowania organizacji pozarządowych w Polsce – często zależnych od zagranicznych darczyńców lub funduszy publicznych – FemFund został zaprojektowany jako niezależna struktura, w której to osoby aktywistyczne mają kluczowy głos w podejmowaniu decyzji.

## Działalność
Od momentu powstania do 2025 roku Fundusz Feministyczny przekazał ponad 5 milionów złotych na rzecz 335 inicjatyw z całej Polski. Wsparciem objęte zostały m.in. grupy studenckie, koła gospodyń wiejskich, aktywistki aborcyjne, kobiety z niepełnosprawnościami, uchodźczynie, osoby pracujące seksualnie, byłe siostry zakonne z doświadczeniem przemocy w Kościele katolickim, sportowczynie oraz osoby queerowe. FemFund opiera się na zasadach feministycznej filantropii, zakładającej oddanie decyzyjności w ręce osób uczestniczących w ruchu. Granty przyznawane są w ramach trzech głównych programów:
- MiniGranty – dla inicjatyw, które dopiero zaczynają działanie i nie mają doświadczenia w zdobywaniu pieniędzy,
- Pogotowie Feministyczne – na pilne interwencje,
- Granty Mocy – dla bardziej doświadczonych grup lub organizacji, które szukają rozwojowego, długotrwałego wsparcia.

### Kampanie

#### „Chcę dla niej lepszego świata”
Kampania “Chcę dla niej lepszego świata” była pierwszą kampanią FemFundu i miała na celu zwiększenie rozpoznawalności organizacji i zachęcenie do wsparcia finansowego Funduszu. Spot, który stanowił główną część kampanii wyreżyserowany przez Monikę Kmitę przedstawiał kobiety w różnym wieku, reprezentujące różne grupy społeczne. Narrację poprowadziła Magdalena Popławska. Kampania opowiadała o tym, jak kobiety budują lepszą przyszłość dla swoich córek, przyjaciółek, matek, partnerek – i dla siebie. Pokazywała, że wspólnym celem wielu kobiet w Polsce jest stworzenie sprawiedliwego i bezpiecznego świata.

#### „Słyszymy Was”
Kampania „Słyszymy Was” to metaforyczna „modlitwa” inspirowana prawdziwymi historiami Grantobiorczyń Funduszu. Głównym elementem był film kampanijny opowiadający o nadziei na zmianę i wspólnotowym przeżywaniu feministycznej drogi. Kampania została nagrodzona w konkursach kreatywnych, takich jak Papaya New Directors, Gerety Awards i KTR, a także wyróżniona na festiwalu Conero Film + ADV.

### Przykłady wspieranych działań
FemFund wspiera różnorodne inicjatywy feministyczne w całej Polsce, szczególnie te prowadzone poza dużymi ośrodkami miejskimi. Wśród wspartych projektów znajdują się m.in, Aborcyjny Dream Team, Różowa Skrzyneczka, Feminoteka, Kolektyw Szpila, Kolektyw Kamelia, Fundacja Dziewczyny w Spektrum, PasjoDzielnia, Stowarzyszenie Pracownia Różnorodności, Alliance for Black Justice in Poland, Prawniczki ProAbo, Fundacja Martynka, Stowarzyszenie Tulimy Mamy, tranzycja.pl i wiele innych.

### Pomoc podczas inwazji Rosji na Ukrainę
W odpowiedzi na rosyjską inwazję na Ukrainę, Fundusz Feministyczny podjął szereg dodatkowych działań pomocowych, kierując się zasadą feministycznej solidarności. Pomoc obejmowała wsparcie finansowe, rzeczowe oraz tworzenie bezpiecznych przestrzeni. Źródło
1. Pogotowie Feministyczne – granty szybkiego reagowania Wiele grup korzystało z mechanizmu grantów szybkiego reagowania, które oferowały uproszczone granty do 3000 zł na pilne działania pomocowe, dostępne przez cały rok. Wsparcie można było przeznaczyć m.in. na pomoc humanitarną, działania dla osób uchodźczych czy zapewnienie bezpieczeństwa grupom i organizacjom.
2. Granty Feministycznej poMocy – specjalna edycja Grantów Mocy W marcu 2022 roku Fundusz przekazał 1 240 000 zł dziesięciu organizacjom działającym na rzecz osób uchodźczych i aktywistek. Wsparcie trafiło do:
  - Alliance for Black Justice in Poland
  - Fundacja Feminoteka
  - Fundacja „Nasz Wybór”
  - Fundacja RegenerAkcja
  - Grupy Poland-Roma-Ukraine i Fundacja w Stronę Dialogu
  - Stowarzyszenie NOMADA
  - Stowarzyszenie „Dla Ziemi”
  - Stowarzyszenie Homo Faber
  - Stowarzyszenie Mudita
  - Stowarzyszenie Patchwork
3. Tymczasowe miejsce zamieszkania w Warszawie We współpracy z organizacją Miłość Nie Wyklucza, FemFund utworzył tymczasową przestrzeń noclegową dla osób uchodźczych.
4. Transport humanitarny dla Women’s Perspectives (Lwów) W marcu 2022 roku Fundusz zorganizował transport sprzętu o wartości ponad 100 000 zł dla organizacji Women’s Perspectives z siedzibą we Lwowie. Przekazano m.in.: generatory prądu, lampy z power bankami, żywność, ciepłą odzież, środki higieniczne i leki. Dodatkowo, organizacja otrzymała 80 000 zł wsparcia finansowego.
5. Granty dla ukraińskich organizacji feministycznych W ramach wsparcia interwencyjnego, FemFund przekazał około 300 000 zł siostrzanym organizacjom w Ukrainie, działającym na rzecz kobiet i społeczności queerowej. Wśród beneficjentek znalazły się:
  - Women’s Perspectives (Львів) – pomoc humanitarna, wsparcie psychologiczne, schronienia
  - Feminist Workshop (Феміністична майстерня) – edukacja, opieka nad dziećmi, wsparcie dla osób aktywistycznych
  - Kharkiv Women Association Sphere (Харків) – pomoc psychologiczna, wsparcie dla osób LBTQ, działania antyprzemocowe

## Publikacje

### Raport „Jest opresja – jest opór!”
W 2023 roku Fundusz opublikował raport pt. „Jest opresja – jest opór!”, oparty na danych zebranych od ponad 600 grup i organizacji aplikujących o granty. Raport pokazał powszechność przemocy ze względu na płeć oraz strukturalnych nierówności, w tym braku dostępu do usług publicznych, opieki zdrowotnej, edukacji seksualnej, antykoncepcji czy aborcji. Zwrócono uwagę na zmęczenie aktywistek oraz brak równomiernego dostępu do sieci feministycznych, wiedzy i wsparcia. Raport przedstawia intersekcjonalną diagnozę sytuacji kobiet i osób LGBTQ+ w Polsce, podkreślając wagę działań oddolnych, lokalnych i sieciujących.

## Wartości i kryteria wsparcia
Fundusz wspiera organizacje i grupy, które:
- są zarządzane przez kobiety i osoby niebinarne i transpłciowe,
- działają lokalnie, zwłaszcza poza dużymi miastami,
- reprezentują osoby narażone na dyskryminację, priorytetowo traktowane są inicjatywy grup szczególnie narażonych na dyskryminację krzyżową (wielokrotną) i grup działających samorzeczniczo,
- kierują się zasadami sprawiedliwości społecznej, intersekcjonalności, samostanowienia i solidarności.

Ponadto FemFund ma zasięg krajowy oraz wspiera grupy nieformalne i jest jednym z niewielu funduszy i donorów, który dają takie możliwości kolektywom. Fundusz nie wspiera grup, które wykluczają niektóre osoby ze względu na to, kim są, jaką pracę wykonują lub jaką pozycję zajmują w społeczeństwie.

### Partycypacyjność
Od początku swojej działalności Fundusz Feministyczny stosuje partycypacyjny model przyznawania grantów. Kluczową zasadą tego podejścia jest to, że społeczność feministyczna – przede wszystkim wnioskodawczynie – decyduje o tym, które pomysły otrzymują wsparcie finansowe. Wśród narzędzi podejmowania decyzji o przyznanych grantach FemFund stosuje m.in. bezpośrednie głosowanie społecznościowe uczestniczek konkursów grantowych, czy panele decyzyjne złożone z byłych i obecnych grantobiorczyń FemFundu (tzw. Grupa Decyzyjna). Fundusz kieruje się zasadami zaufania, solidarności i horyzontalności. Organizacja wprowadziła także horyzontalne raportowanie – Grantobiorczynie dzielą się efektami swoich działań podczas spotkań społecznościowych, co wzmacnia sieciowanie i współpracę pomiędzy grupami.

## Inspiracje międzynarodowe
Fundusz Feministyczny jest częścią międzynarodowej sieci Prospera – The International Network of Women’s Fund, która zrzesza fundusze kobiece i feministyczne z różnych krajów, między innymi z Armenii, Gruzji czy Ukrainy. Bezpośrednią inspiracją dla powstania Funduszu była globalna organizacja o nazwie FRIDA The Young Feminist Fund, która proponuje nowatorskie podejście do filantropii i wspierania ruchów społecznych.